# Стара Зардама
Стара Зардама́ (рос. Старая Зардама) — село у складі Петровськ-Забайкальського району Забайкальського краю, Росія. Входить до складу Піщанського сільського поселення.

## Населення
Населення — 5 осіб (2010; 2 у 2002).
Національний склад (станом на 2002 рік):
- росіяни — 100 %